# Musée des instruments de musique de l'université de Leipzig
Le musée des instruments de musique de l'université de Leipzig (en allemand : Museum für Musikinstrumente der Universität Leipzig) est situé près du centre de la cité de Leipzig, sur la Johannisplatz ; avec deux autres musées (musée d'ethnographie - Museum für Völkerkunde -  et musée des arts appliqués - Museum für angewandte Kunst), il constitue le musée Grassi.

## Historique
L'histoire de la collection du musée se trace jusqu'en 1886, quand l'éditeur et collectionneur Paul de Wit inaugure un musée d'instruments au bâtiment de la Bosehaus. Quelques années plus tard, sa collection passe aux mains de l'homme d'affaires Wilhelm Heyer. Celui-ci crée son propre musée, le Musikhistorisches Museum Wilhelm Heyer, en 1913.  
En 1926, l'université de Leipzig acquiert la collection Heyer grâce à des dons privés et publics et l'installe dans l'aile nord du nouveau musée Grassi, qui ouvre ses portes le 30 mai 1929. 
La nuit du 3 décembre 1943, le bâtiment est détruit par un incendie à la suite d'une attaque aérienne pendant la Seconde Guerre mondiale. Lors de l'incident, les pianos Ibach sont perdus, ainsi que la bibliothèque et les archives. D'autres parties de la collection ont disparu à cause de mauvaises pratiques de stockage et des vols. La reconstruction du musée commence dans les années 1950.

## Description
Le musée fait partie des installations d'enseignement et recherche de l'université de Leipzig. Les visiteurs peuvent jouer à quelques instruments en exhibition au Klanglabor. 
Il possède l'une des plus importantes collections d'instruments de musique de toute l'Europe, à côté de celles du musée des Instruments de musique de Bruxelles et du musée de la Musique à Paris ; cette collection rassemble environ dix mille objets, appartennant aux anciennes collections de Wilhelm Heyer, Paul de Wit, Wilhelm Rück, Alessandro Kraus, Rudolph Ibach et Christian Hammer, parmi lesquels se trouvent des instruments remarquables, comme le plus ancien clavicorde (daté de 1543) et le premier piano-forte en registre, de 1726.
Les objets musicaux sont tantôt européens comme d'autres provenances ainsi que des objets ayant trait à la musique de la Renaissance, de l'époque du baroque et du temps de Bach pendant sa vie à Leipzig.